# Семуле, Марта Алмовна

Марта Алмовна Семуле (31 марта [13 апреля] 1904 — 11 октября 1985) — доярка колхоза «Копдарбиба» Гулбенского района Латвийской ССР. Дважды Герой Социалистического Труда (1953, 1958).

## Биография
Родилась 13 апреля (31 марта по старому стилю) 1904 года в хуторе Отапес, Валкского уезда Лифляндской губернии, в советское время — Гулбенского района Латвийской ССР, — Гулбенского края региона Видземе Латвии, в семье безземельного крестьянина-батрака. С ранних лет работала в сельском хозяйстве, батрачила на кулаков.
В 1948—1961 годах работала дояркой колхоза «Копдарбиба», Латвийская ССР.
В 1948 году в числе первых вступила в сельхозартель «Копдарбиба». Не знавшие севооборотов, местные глинистые земли, даже в урожайные годы не давали выше 7 центнеров зерна с гектара. За год от коровы надаивали не больше 900—1000 килограммов молока. Семуле стала работать дояркой на хуторе Лаче, где ранее батрачила. Ухаживала за группой коров, взяла обязательства достичь уровень 3000 кг от каждой коровы, и через год перевыполнила свои обязательства, надоив по 4774 кг молока от каждой коровы. Была награждена орденом Ленина.
Вскоре по собственной инициативе взяла другую группу коров, которые у прежней хозяйки давали не больше 2 тыс. кг молока в год. Решила доказать, что раздоить можно любую корову бурой латвийской породы. Пришлось все начинать сначала. И в результате в 1950 году надоила по 4869 килограммов молока от каждой коровы новой группы, в 1951 году — по 5096, более чем в 2,5 раза увеличив надои. А на следующий год опять взяла новую группу из числа малоудойных, а свою, отлично раздоенную, передала другой доярке.
Член КПСС с 1953 года. На 14-м и 17—19-м съездах КП Латвии избиралась членом ЦК КП Латвии. Депутат Верховного Совета СССР 4-го и 5-го созывов. Депутат Верховного Совета Латвийской ССР 3-го созыва.
Указом Президиума Верховного Совета СССР от 28 августа 1953 года за достижение высоких показателей в животноводстве Семулис Марте Альновне присвоено звание Героя Социалистического Труда с вручением ордена Ленина и золотой медали «Серп и Молот».
Добиваясь высоких показателей удоя молока, взяла на вооружение опыт колхоза «12-й Октябрь» Костромской области, где по инициативе Прасковьи Малининой недостаток сена и концентратов восполнялся корнеплодами и картофелем. Поставила вопрос на правлении и стала засаживать прифермерский участок картофелем, кормовой свеклой и капустой, которые стали солидной прибавкой к кормовому балансу фермы Лаче. На страницах республиканских газет и журналов заговорили о школе Марты Семуле.
Из года в год повышала надои молока от каждой из закрепленных за ней коров. Добилась высоких показателей в труде, стала лучшей дояркой республики. Она первой стала пасти коров в загонах: 4 гектара отведенного ей луга разбила на восемь клеток и в каждой держала коров по четыре дня: два — только на подножном корму, два последующих — с подкормкой зелёной массой. Когда она «прогоняла» коров через все клетки, клевер и вика на первой загонке снова входили в рост, и можно было продолжить пастьбу по второму кругу.
В 1953 году М. А. Семуле вступила в члены КПСС. Внедрение опыта передовой доярки, укрепление кормовой базы не замедлили сказаться на продуктивности всего стада колхоза. На улучшенных пастбищах и клеверищах «Копдарбибы» паслось уже все молочное стадо, среднесуточный летний удой по колхозу поднялся у каждой коровы на 5-6 килограммов молока. К 1954 году годовой надой на фуражную корову поднялся по колхозу до 3000 килограммов, сама Марта Семуле в тот год добилась рекордной цифры— по 6017 килограммов молока надоила от каждой коровы при жирности 4,2 процента.
Семуле уже не делала ставку лишь на летнее время. Добившись создания в колхозе прочной кормовой базы, используя рекомендации ученых, она вместе с зоотехником на весь год продумывала рационы, искусно маневрировала кормами и витаминными добавками, во время стойлового периода, удлиняла прогулки животных. В результате удои стали почти одинаковыми в течение всего года.
Указом Президиума Верховного Совета СССР от 15 февраля 1958 года за выдающиеся успехи в деле получения высоких надоев молока, широкое использование достижений науки и передового опыта в животноводстве и самоотверженную работу в качестве доярки со дня организации колхоза Семуле Марта Алмовна награждена второй золотой медалью «Серп и Молот». Стала дважды Героем Социалистического Труда.
Продолжала работать на ферме ещё несколько лет, была участницей ВДНХ, награждена большой золотой медалью.
В 1963 году Марте Семуле пришлось покинуть ферму по состоянию здоровья. Продолжала вести большую общественную работу.
Жила в хуторе Лаче. Скончалась в 1985 году.

## Награды
- Дважды Герой Социалистического Труда:
  - 28.08.1953 — за высокие показатели в животноводстве[2],
  - 15.02.1958 — за высокие показатели в животноводстве.
- Награждена 2 орденами Ленина, а также медалями.
- Награждена двумя Большими золотыми медалями ВСХВ.

## Память
Марте Семуле посвятил свою скульптуру Рудольф Адлер (1961 год, гипс).